# Eddie Daniels
Eddie Daniels (New York, 1941. október 19. –) amerikai dzsesszklarinétos, szaxofononos, fuvolás. Klasszikus zenét is játszik klarinéton.

## Pályafutása
Eddie Daniels zsidó családba született New Yorkban. Tízéves korától Aaron Sachs szaxofonos és klarinétművész tanította, majd Helen Merrill énekesnőnél folytatta tanulmányait. Első hangszere az altszaxofon volt, majd 13 éves korától a klarinét is. 15 évesen már a Newport Jazz Fesztiválon klarinéton játszott.
Az 1980-as évek óta főként klarinétot játszik. 1989-ben a Memos from Paradise című szám előadásával Grammy-díjat nyert (a legjobb adaptáció).
Olyan zenészekkel lépett fel, mint Freddie Hubbard, Richard Davis, Don Patterson, Bucky Pizzarelli.
2002-ben a svájci zeneszerző és szaxofonos, Daniel Schnyder neki komponálta a MATRIX 21 című klarinét- és zenekari koncertet. A művet a Lausanne Kamarazenekar megrendelte, és a világpremierje Lausanne-ban volt 2010 januárjában.

## Albumok
- 1966: First Prize!
- 1968: This Is New
- 1973: Flower for All Seasons
- 1973: Blue Bossa
- 1977: Brief Encounter
- 1978: Morning Thunder
- 1986: Breakthrough
- 1987: To Bird with Love
- 1988: Memos from Paradise
- 1989: Blackwood
- 1990: Nepenthe
- 1991: This Is Now
- 1992: Benny Rides Again
- 1993: Brahms: Clarinet Quintet, Op. 115
- 1993: Under the Influence
- 1994: Real Time
- 1995: The Five Seasons
- 1997: Beautiful Love
- 1999: Blues for Sabine
- 2000: Swing Low Sweet Clarinet
- 2004: Crossing the Line
- 2005: Mean What You Say
- 2006: Beautiful Love
- 2007: Homecoming: Eddie Daniels Live at the Iridium
- 2009: A Duet of One
- 2012: Live at the Library of Congress
- 2013: Duke at the Roadhouse: Live in Santa Fe
- 2017: Just Friends: Live at the Village Vangaurd
- 2018: Heart of Brazil
- 2020: Night Kisses

Zenekarvezetőként
The Thad Jones/Mel Lewis Orchestra:
- 1966: Presenting Joe Williams and the Thad Jones/Mel Lewis Jazz Orchestra
- 1967: Live at the Village Vanguard
- 1968: Monday Night
- 1969: Central Park North
- 1969: Swiss Radio Days Jazz Series, Vol. 4: Beasle, 1969
- 1970: Consummation
- 1970: Jones & Lewis
- 1970: Village Vanguard Live Sessions
- 1970: Village Vanguard Live Sessions, Vol. 3 same as Live at the Village Vanguard 1967
- 2006: Live on Tour Switzerland

## Díjak
- 1989: Grammy-díj